# 應瑞 (防護巡洋艦)
応瑞（おうずい、繁体字: 應瑞、ピンイン: Yìng Ruì、ウェード式: Ying Swei、仮名転写：インルイ、訳: 有望な約束）は、清国海軍で建造され、中華民国海軍で活躍した防護巡洋艦である。イギリスのバロー・イン・ファーネスのヴィッカース社で建造された。3隻建造された肇和級巡洋艦のうちの1隻であったが、それぞれ異なる仕様であった。当初は練習艦に指定され、軍閥時代にはアモイ（現在の厦門）で活動した後、再び練習艦の役割に戻った。
日中戦争中、応瑞は中央艦隊に配属された。1937年8月から9月にかけて、日本海軍の航空機による射撃を受け、損傷。翌月には、艦隊の最後の船となった。南京戦で沿岸砲として使用するため兵装を撤去していたところ、再び日本爆撃機の攻撃を受け、撃沈された。

## 設計と開発
肇和級は、7隻の戦艦と20隻の巡洋艦を含む新しい近代的な艦隊を建造するという、清朝による7年間の近代化計画の一部であった。清国海軍が敷設された翌年、孫文の辛亥革命により幼帝溥儀は退位を強要され、中華民国が誕生すると、267年に及ぶ満州清朝の支配は終わりを告げた。應瑞は中華民国海軍で残りの任務を過ごすことになる。
肇和級防護巡洋艦は、3隻の準姉妹艦がすべて異なる造船所で建造されたという点で異例であり、3隻すべてが同じ基本設計で建造されたものの、サイズ、装甲、排水量に違いがあった。應瑞は3隻の中で最も小さく、全長330フィート（100メートル）であった。水線幅は39.5フィート（12.0メートル）、喫水は13フィート（4.0メートル）であった。應瑞は2,460トン（2,500トン）であり、270名の士官と下士官を乗せた。防護巡洋艦として、應瑞は装甲帯を持たなかった。甲板には装甲が施されており、その厚さは斜面で1.5インチ（3.8cm）、平坦部で0.75インチ（1.9cm）、司令塔で3インチ（7.6cm）であった。
應瑞の前檣は、姉妹艦よりも船尾に段差があり、煙突の間隔も広かった。肇和と應瑞は、パーソンズ・マリンの3軸蒸気タービンを搭載した最初の中国船だった。石炭を主な動力源としたが、應瑞と肇和の両方に石油用の区画が作られた。應瑞は、複数の異なるヴィッカース・リミテッド50口径砲を含む様々な武装を装備していた。その他の兵器としては、6門のQF 3ポンド砲、2門の37 mm (1 in) マキシム機関銃、2門の水上魚雷発射管があった。

## 艦歴
應瑞は1910年後半にイギリスのバロー・イン・ファーネスのヴィッカース社で起工された。1911年7月13日に進水し、1911年12月2日に試運転の準備が完了した。乗組員は当時バロー・イン・ファーネスにいた巡洋艦海圻の乗組員によって補充され、クライド川に向かった。1913年、長い融資交渉の後、4月に中国に引き渡された.。練習巡洋艦として設計され、指定されていたが、中国に到着すると、駆け出しの中華民国海軍の最も近代的な艦艇の1つであることがわかった。  1917年中頃、萨镇冰提督は張勲復辟を鎮圧するために應瑞と肇和を提供したが、辞退した。1920年、應瑞は南京を拠点とする艦艇の訓練飛行隊に加わった。
1923年7月、中国史における軍閥時代、應瑞と僚艦の巡洋艦海容は、中国北方の北京政府へのさらなる海軍の離反を防ぐため、アモイ（現在の厦門）への砲撃を命じられて上海を出発した。この攻撃は成功し、アモイ市の大部分は奪還された。應瑞は主要な作戦で使用されることはなく、中央艦隊の他の艦隊とともに、北伐中の1927年3月14日に国民党の支持を表明した。  1933年までに、應瑞は無防護巡洋艦通济と輸送船靖安（元ハンブルグ・アメリカ・ラインの輸送船シキアン）と共に、訓練の役割に戻っていた 1935年6月下旬、應瑞は肇和、海圻、海琛の反乱を受け、香港にいた数隻の巡洋艦の1隻となった。
日中戦争が始まると、應瑞は中華民国海軍の2隻の新鋭巡洋艦、寧海、平海、巡洋艦逸仙とともに中央艦隊に移され、艦隊は長江河口の江陰に駐留した。1937年8月14日から、日本海軍は第二次上海事変の間、空母龍驤、鳳翔、加賀は江陰に対する空爆作戦を開始した。9月末までに、應瑞は空からの射撃で損傷したものの、沈没していない最後の巡洋艦となった。南京に退却することが決定された。10月中旬までに、中央艦隊はすべて日本軍機によって撃沈され、應瑞は艦隊の唯一の艦となった。そして、應瑞の艦砲は、南京戦の間、沿岸砲として使用するのが良いと決定された。1937年10月24日、大砲の撤去中に日本軍の急降下爆撃機の攻撃を受け、大砲を完全に撤去する前に翌日沈没した。